# Novaggio
Novaggio is een gemeente en plaats in het Zwitserse kanton Ticino, en maakt deel uit van het district Lugano.
Novaggio telt 824 inwoners.